# Lakatos István (grafikus)
Lakatos István (Budapest, 1980. november 10. –) író, képregényrajzoló és illusztrátor.
Általános iskolai tanulmányait Kiskunhalason végezte, majd Kecskemétre, a Piarista Gimnáziumba került. Érettségi után felvételt nyert a Pázmány Péter Katolikus Egyetemre, ahol magyar-kommunikáció szakra járt, később magyarról esztétikára váltott.
Ebben az időben kezdett el írni DVD-kritikákat a Pesti Estbe, valamint részt vett az egyetemi újság, a Pázmány Campus szerkesztésében is, itt jelentek meg első illusztrációi és képregényei. Később az Új Ember ifjúsági lapjába, a Teofilba írt filmajánlókat és készített képregényeket. Első hosszabb képregénye egy Poe-feldolgozás volt, az Egy hordó amontillado.
2006-tól rendszeres résztvevője képregényes pályázatoknak. 2007-ben részt vett a Tehénparádé országos kiállításon egy Kívül nevezetű tehénnel, amelyet képregényfigurákkal díszített. 2007 és 2009 között a Magyar Képregény Akadémia csoport tagja.
Újabb képregényei a Műútban és a Pinkhellben jelentek meg. 2010-ben az előző év Alfabéta-díjasaként ő készítette a 6. Magyar Képregényfesztivál hivatalos plakátját.
2011-ben jelent meg Dobozváros című regénye, amely megnyerte az Év Gyermekkönyve 2011 díjat.
2021-ben Nimue néven gyermek- és ifjúsági képregénykiadót alapít.

## Képregények

### Kötetek
- Fabiola. Nicolas Wiseman regénye alapján írta Riedl Katalin; rajz Lakatos István, Riedl Katalin; Új Ember, Bp., 2009
- Fabiola (Wiseman bíboros nyomán írta és rajzolta Riedl Katalin, hátterek: Lakatos István, Új Ember kiadó, 2009)
- Lencsilány; Nyitott Könyvműhely, Bp., 2010 (Artcomix)
- Dobozváros. Egy város, amit le kell győznöd; Magvető, Bp., 2011
- Óraverzum. Tisztítótűz; Magvető, Bp., 2014
- A majdnem halálos halálsugár. Emma és Tesla; Kolibri, Bp., 2015
- A mosómedve, aki ki akarta mosni a világot. Emma és Tesla 2; Kolibri, Bp., 2016
- Mesék az ágy alól; Univerzál Kaméleon, Szolnok, 2017 (Kaméleon komix)
- Lencsilány; bőv., jav. kiad.; Szépirodalmi Figyelő Alapítvány, Bp., 2019
- Rájás gerbaud; magánkiadás, 2022

### Rövidebb képregények antológiákban, magazinokban
- Miserere homine (Műút[halott link], 2008)
- Morbidissimo (írta Kiss Ferenc, Képregény Info 4, 2008)
- Fekete csönd (Csáth Géza nyomán, Műút Archiválva 2010. december 11-i dátummal a Wayback Machine-ben, 2009)
- A szörnyűséges lánctalpas bogár (Panel 2. különszám, 2009)
- Vasárnap (Pinkhell 6, 2009)
- Mátyás és a csecs! vitéz (népmese nyomán, Mátyás, a király antológia, 2009)
- Kutyabiznisz (Jászberényi Sándor novellája alapján, Mátyás, a király antológia, 2009)
- A bádogember meséje (Képregény Info 6, 2009)
- Meló (írta Uray Márton, Képregény Info 6, 2009)
- A kis gyufaárus lány (Műút[halott link], 2010)
- Lencsilány és a Kisgömböc (Műút, 2013)
- Baszki, Zsigmond! (Szépirodalmi Figyelő, 2022/1. szám)

## Könyvillusztrációk
- Ljudmila Ulickaja: Történetek állatokról és emberekről; ford. Kisbali Anna, ill. Lakatos István; Magvető, Bp., 2009
- Ljudmila Ulickaja: Történetek gyerekekről és felnőttekről; ford. Kisbali Anna, ill. Lakatos István; Magvető, Bp., 2012
- Bátky András: Bazsó és Borka. A kedves pincerém; rajz Lakatos István; Manó Könyvek, Bp., 2012
- Bátky András: Bazsó és Borka. Borka nélkül a világ; rajz Lakatos István; Manó Könyvek, Bp., 2012
- A PISA 2009 tartalmi és technikai jellemzői. Programme for International Student Assessment; ill. Lakatos István; Oktatási Hivatal, Bp., 2010
- PIRLS és TIMSS 2011. Összefoglaló jelentés a 4. évfolyamos tanulók eredményeiről. Progress in international reading literacy study, trends in international mathematics and science study; angolra ford. Szipőcsné Krolopp Judit; ill. Lakatos István; Oktatási Hivatal, Bp., 2012
- TIMSS 2011. Összefoglaló jelentés a 8. évfolyamos tanulók eredményeiről. Trends in international mathematics and science study; angolra ford. Szipőcsné Krolopp Judit, ill. Lakatos István; Oktatási Hivatal, Bp., 2012
- Dóka Péter: A kék hajú lány; Móra, Bp., 2013
- Mikó Csaba: Veszélyben a Tölgy! Csápy színre lép; rajz Lakatos István rajz; Kolibri, Bp., 2014
- Felix Salten: Bambi; Lakatos István illusztrációival; Móra Könyvkiadó, Bp., 2015

## Antológiák
- Kiss Judit: Főzős képregények; 5Panels, Hosszúvölgy, 2014
- Szűcs Gyula: Világvégi mesék; Lakatos István: Speed Limit 50; Chameleon Comix, Bp., 2016
- Képtelen történetek, másvilági mesék; Lakatos István: Buta kis kövér kutya; Chameleon Comix, Bp., 2018
- Lovász Andrea: Macskamuzsika; Cerkabella, Szentendre, 2018
- Lovász Andrea: Dödölle; Lakatos István: Pici Mici; Cerkabella, Szentendre, 2019
- Meseország mindenkié; Lakatos István: A boszorkány meséje; szerk.: Nagy Boldizsár; Labrisz Leszbikus Egyesület, Bp., 2020

## Kiállítások
- Fejnélküli mesék (Budapest, Légó Galéria, 2008. szeptember 17, majd Eduárd galéria, 2008. november 15-december 1, megnyitotta az Eduárdban Kiss Ferenc)
- JAK Piknik (Budapest, U26, 2010. június 2., megnyitotta Kele Fodor Ákos)
- Műút-napok (Miskolc, Művészetek Háza, 2010. szeptember 17–30., megnyitotta k.kabai lóránt)

## Díjak, elismerések
- III. díj, Art Comix pályázat (2006)
- III. díj (megosztva), Mátyás, a király pályázat (2008)
- Alfabéta-díj 2009, kép-novella kategóriában (Miserere homine)
- Aranyvackor díj (Dobozváros)
- Alfabéta-díj 2010, kép-novella kategóriába (Vasárnap)
- Alfabéta-díj 2010, az év képregényrajzolója
- Csodaceruza illusztrációs pályázat, megosztott 3. hely (2011)
- Év Gyermekkönyve 2011 (2012)
- Műút-nívódíj, képregény kategória, 2014

## Interjúk
- Prae.hu, 2008. szeptember 2. (Toroczkay András)
- Index, 2009. június 14. (Szűcs Gyula)
- Elle, 2010. január[halott link] (Karafiáth Orsolya)
- Geekz blog, 2010. március (Nagy Krisztián)
- Litera.hu, 2010. május 25. (Nagy Krisztián)
- Könyvesblog, 2010. május 30. (Szűcs Gyula)
- ekultura.hu, 2010. június 8. (Oravecz Gergely)
- Magyar Hírlap, 2010. június 10. (Markovics Péter)